# Oidemastis dioscura
Oidemastis dioscura là một loài bướm đêm trong họ Noctuidae.